# Alessandro De Marchi (cyclisme)
Pour l’article homonyme, voir Alessandro de Marchi (chef d'orchestre).
Alessandro De Marchi, né le 19 mai 1986 à San Daniele del Friuli, dans la province d'Udine, en Frioul-Vénétie Julienne, est un coureur cycliste italien. À la fois rouleur et grimpeur, il s'illustre principalement lors de longues échappées en montagne. Il a notamment remporté trois étapes du Tour d'Espagne entre 2014 et 2018 et une autre sur le Critérium du Dauphiné 2013.

## Biographie

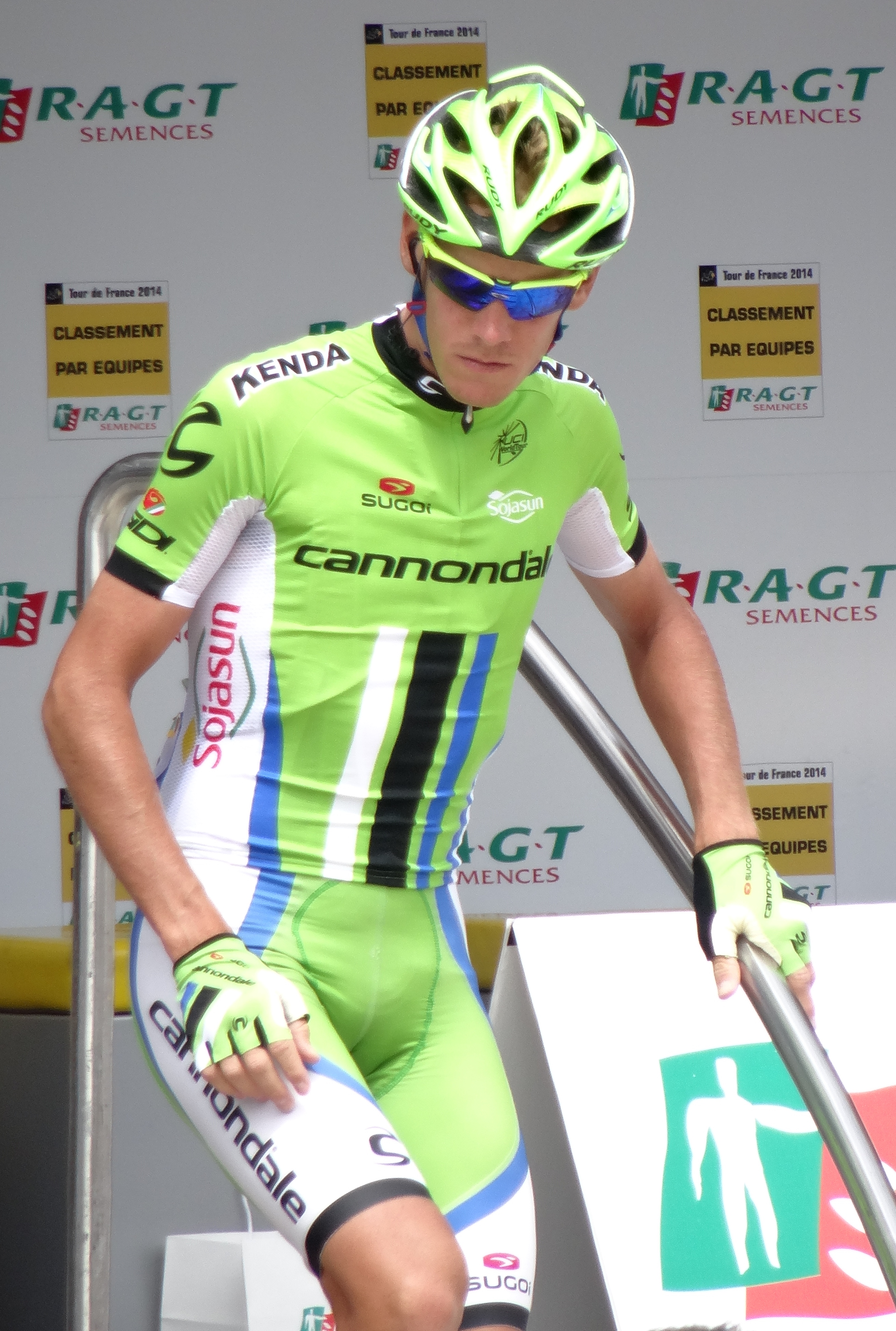
Alessandro De Marchi au départ de la 4e étape du Tour de France 2014.

Alessandro De Marchi  commence le cyclisme au sein de l'équipe de Bibanese entre 2005 et 2008, puis l'équipe de Friuli en 2009 et 2010. En 2011, il devient coureur professionnel au sein de l'équipe Androni Giocattoli, dans laquelle il a été stagiaire en fin de saison 2010. Il remporte le contre-la-montre par équipes de la Semaine internationale Coppi et Bartali en 2011 et dispute deux Tours d'Italie avec cette équipe. Il est champion d'Italie de poursuite par équipes en 2010, 2011 et 2012 et sur la poursuite individuelle en 2010.
En 2013, il est recruté par l'équipe World Tour Cannondale. En juin, il obtient sa première victoire professionnelle sur route en remportant en solitaire la dernière étape du Critérium du Dauphiné, à Risoul. Il dispute ensuite son premier Tour de France.
En juin 2014, il est neuvième du Tour des Fjords, puis meilleur grimpeur du Critérium du Dauphiné. Lors du Tour de France, il est échappé à plusieurs reprises et reçoit pour cela le Prix de super-combatif. Peu après cette course, l'équipe BMC Racing annonce son recrutement pour les saisons 2015 et 2016. Le mois suivant, il enchaîne avec le Tour d'Espagne et gagne alors son premier succès sur un grand tour après une échappée sur la septième étape, où il a distancé ses trois compagnons d'échappée. Il est sélectionné pour la course en ligne des championnats du monde et se classe 45e de la course.
En début d'année 2015, il souffre d'une tendinite à la cheville, due à une entorse contractée fin 2014. Il ne court plus à partir du mois de mars, et reprend la compétition en juillet,. Il est à nouveau protagoniste sur le Tour d'Espagne, où il gagne le contre-la-montre par équipes de la 1re, avec la BMC. Il remporte ensuite en solitaire la quatorzième étape, après avoir distancé ses compagnons d'échappées lors de la dernière ascension. Initialement présélectionné pour les championnats du monde de Richmond, il ne figure pas dans la sélection finale italienne.
En février 2016, il est sixième du Tour La Provence. Le mois suivant, il gagne le contre-la-montre par équipes de la 1re étape du Tirreno-Adriatico, avec BMC. Il participe ensuite au Tour Italie et aux Jeux olympiques sans obtenir de résultats notables. Au mois de septembre, il fait le choix de prolonger le contrat qui le lie à la formation BMC Racing. En fin d'année, il est neuvième du Tour de Lombardie, son meilleur résultat sur une grande classique. En 2017, il remporte le contre-la-montre par équipes du Tour de Catalogne et du Tour d'Espagne. 
En 2018, il réalise la meilleure saison de sa carrière. Il remporte les contre-la-montre par équipes du Tour de la Communauté valencienne et du Tour de Suisse. Décevant sur le Tour Italie, il retrouve son meilleur niveau lors du Tour d'Espagne. Sixième du contre-la-montre inaugural, il est ensuite troisième de la cinquième étape. Une semaine plus tard, après une échappée, il remporte en solitaire la 11e étape, son troisième succès individuel sur la Vuelta en quatre ans. En octobre, il est quatrième du championnat d'Italie du contre-la-montre, puis gagne en solitaire le Tour d'Émilie, sa première victoire sur une course d'un jour.
Lors de la saison 2019, l'équipe BMC est rachetée et est renommée CCC Team. Lors de cette saison, il est notamment troisième du championnat d'Italie du contre-la-montre. En juillet, il accompagne Thomas De Gendt dans une échappée décisive sur la huitième étape, avant d'être distancé dans la dernière difficulté de la journée, à une dizaine de kilomètres de l'arrivée. Le lendemain, il chute lourdement lors de la neuvième étape du Tour de France et doit abandonner la course. Victime d'une fracture de la clavicule et d'une côte et souffrant d'un « petit pneumothorax », il met un terme à sa saison.
En août 2020, il est neuvième du Gran Trittico Lombardo 2020, puis onzième du Tour de Lombardie. Il termine ensuite deuxième du championnat d'Italie du contre-la-montre, puis participe au Tour de France, sans performances notables.
En 2021, il rejoint l'équipe World Tour Israel Start-Up Nation, après la disparition de l'équipe CCC. En mars, il gagne le contre-la-montre par équipes de la Semaine internationale Coppi et Bartali. En mai, à l'issue de la 4e étape, il endosse le maillot rose sur le Giro et le garde pendant deux jours, mais il doit abandonner la course après avoir chuté lors de la 12e étape. Il est alors atteint d'une fracture de la clavicule droite, de fractures à six côtes ainsi qu'aux deux premières vertèbres thoraciques.
En octobre 2022, il participe au Tour de Lombardie, où il est membre de l'échappée du jour.
L'équipe Jayco AlUla annonce en novembre 2022 recruter De Marchi pour la saison 2023. Il se classe troisième de la dixième étape du Tour d'Italie derrière Magnus Cort devant Derek Gee. C'est le quatrième podium d'étape de sa carrière sur son tour national, sans connaître la victoire. 
En octobre 2023, l'équipe officialise une extension de ce contrat pour la saison 2024. Cette deuxième saison est marquée par une victoire en solitaire sur la deuxième étape du Tour des Alpes, son premier succès depuis 2021. Prolongé pour l'année 2025, il annonce à quelques jours du départ de celui-ci qu'il prendra se retraite au terme de la saison, à 39 ans.

## Palmarès sur route

### Palmarès amateur
- 2006
  - 3e du Grand Prix de la ville de Montegranaro
- 2007
  - 2e de la Coppa San Vito
- 2008
  - Gran Premio Folignano
  - Trophée de la ville de Conegliano
  - 3e du Mémorial Morgan Capretta
- 2009
  - Tour de la Province de Bielle
  - Grand Prix de la ville de Vérone

### Palmarès professionnel
- 2011
  - 1reb étape de la Semaine internationale Coppi et Bartali (contre-la-montre par équipes)
- 2013
  - 8e étape du Critérium du Dauphiné
- 2014
  -  Prix de la combativité du Tour de France
  - 7e étape du Tour d'Espagne
- 2015
  - 1re (contre-la-montre par équipes) et 14e étapes du Tour d'Espagne
- 2016
  - 1re étape du Tirreno-Adriatico (contre-la-montre par équipes)
  - 9e du Tour de Lombardie
- 2017
  - 2e étape du Tour de Catalogne (contre-la-montre par équipes)
  - 1re étape du Tour d'Espagne (contre-la-montre par équipes)
- 2018
  - 3e étape du Tour de la Communauté valencienne (contre-la-montre par équipes)
  - 1re étape du Tour de Suisse (contre-la-montre par équipes)
  - 11e étape du Tour d'Espagne
  - Tour d'Émilie
- 2019
  - 3e du championnat d'Italie du contre-la-montre
  - 7e de l'Amstel Gold Race
- 2020
  - 2e du championnat d'Italie du contre-la-montre
- 2021
  -  Champion d'Europe du relais mixte contre-la-montre
  - 1re étape (b) de la Semaine internationale Coppi et Bartali (contre-la-montre par équipes)
  - Trois vallées varésines
  - 2e du Tour de Toscane
  - 3e du Chrono des Nations-Les Herbiers-Vendée
- 2024
  - 2e étape du Tour des Alpes

### Résultats sur les grands tours

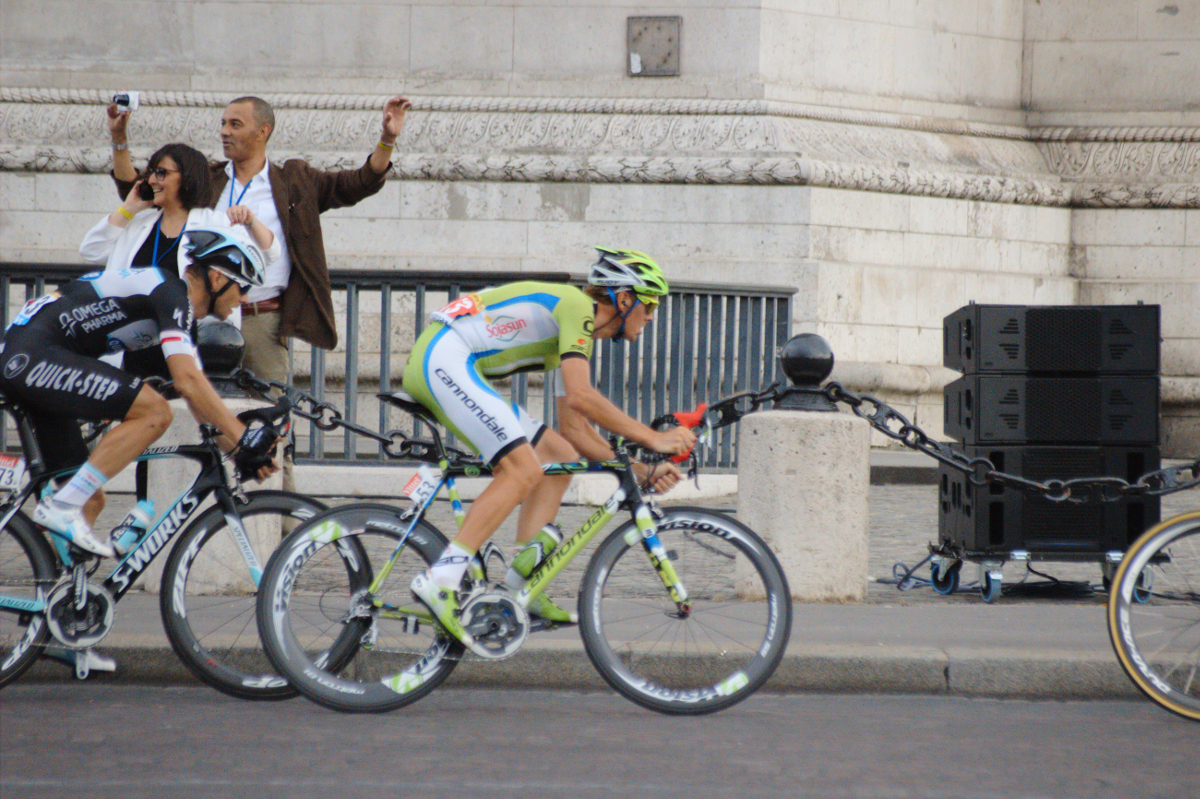
Alessandro De Marchi lors de la dernière étape du Tour de France 2014.

#### Tour de France
5 participations
- 2013 : 71e
- 2014 : 52e,  vainqueur du prix de la combativité
- 2017 : 99e
- 2019 : abandon (9e étape)
- 2020 : 100e

#### Tour d'Italie
8 participations
- 2011 : 109e
- 2012 : 98e
- 2016 : 94e
- 2018 : 65e
- 2021 : abandon (12e étape),  maillot rose pendant 2 jours
- 2022 : 92e
- 2023 : 38e
- 2024 : 51e

#### Tour d'Espagne
6 participations
- 2014 : 67e, vainqueur de la 7e étape
- 2015 : 78e, vainqueur des 1re (contre-la-montre par équipes) et 14e étapes
- 2017 : 70e, vainqueur de la 1re étape (contre-la-montre par équipes)
- 2018 : 76e, vainqueur de la 11e étape
- 2022 : 103e
- 2024 : 125e

### Classements mondiaux
| Année                                 | 2009 | 2010 | 2011 | 2012 | 2013 | 2014 | 2015 | 2016 | 2017  | 2018 | 2019 | 2020 | 2021 | 2022 | 2023 | 2024  |
| ------------------------------------- | ---- | ---- | ---- | ---- | ---- | ---- | ---- | ---- | ----- | ---- | ---- | ---- | ---- | ---- | ---- | ----- |
| UCI World Tour                        |      |      |      |      | 163e | 109e | 122e | 151e | 296e  | 141e |      |      |      |      |      |       |
| Classement mondial                    |      |      |      |      |      |      |      | 418e | 1279e | 170e | 315e | 198e | 106e | 919e | 498e | 1202e |
| UCI Europe Tour                       | 534e | 688e | 611e | 936e |      |      |      | 755e | 1851e | 174e | 260e | 164e | 90e  | 675e | nc   | nc    |
|                                       |      |      |      |      |      |      |      |      |       |      |      |      |      |      |      |       |
| Légende : nc = non classéSource : UCI |      |      |      |      |      |      |      |      |       |      |      |      |      |      |      |       |

## Palmarès sur piste

### Championnats du monde
- Copenhague 2010
  - 11e de la poursuite par équipes

### Championnats des Balkans
- 2007
  -  Champion des Balkans de poursuite par équipes (avec Gianpolo Biolo, Gianni Da Ros et Martino Marcotto)
  -  Médaillé de bronze de la poursuite individuelle

### Championnats d'Italie
- 2007
  -  Champion d'Italie de poursuite par équipes (avec Matteo Montaguti, Giairo Ermeti et Claudio Cucinotta)
- 2008
  - 3e de la poursuite par équipes
- 2009
  - 2e de la poursuite par équipes
- 2010
  -  Champion d'Italie de poursuite individuelle
  -  Champion d'Italie de poursuite par équipes (avec Alex Buttazzoni, Angelo Ciccone et Marco Coledan)
  - 3e de la course derrière derny
- 2011
  -  Champion d'Italie de poursuite par équipes (avec Omar Bertazzo, Giairo Ermeti et Filippo Fortin)
  - 2e de la poursuite individuelle
- 2012
  -  Champion d'Italie de poursuite par équipes (avec Elia Viviani, Alex Buttazzoni et Angelo Ciccone)
  - 2e de la poursuite individuelle
  - 2e de la course aux points